# Nāḩiyat Markaz Jablah
Nāḩiyat Markaz Jablah (arabiska: ناحية مركز جبلة) är ett subdistrikt i Syrien.   Det ligger i provinsen Latakia, i den västra delen av landet, 210 km norr om huvudstaden Damaskus.
Runt Nāḩiyat Markaz Jablah är det tätbefolkat, med 493 invånare per kvadratkilometer.